# Spółdzielnia (Przeuszyn)
Spółdzielnia – część wsi Przeuszyn w Polsce, położona w województwie świętokrzyskim, w powiecie ostrowieckim, w gminie Ćmielów.
W latach 1975–1998 Spółdzielnia należała administracyjnie do województwa tarnobrzeskiego.